# 477th Fighter Group
Il 477th Fighter Group è un gruppo associato della Air Force Reserve Command, inquadrato nella Tenth Air Force. Il suo quartier generale è situato presso la Joint Base Elmendorf-Richardson, in Alaska.

## Organizzazione
Attualmente, al maggio 2017, esso controlla:
- 302nd Fighter Squadron, l'unità è associata al 90th Fighter Squadron e al 525th Fighter Squadron, 3d Wing, Joint Base Elmendorf-Richardson, Alaska
- 477th Aircraft Maintenance Squadron
- 477th Maintenance Squadron
- 477th Civil Engineer Squadron
- 477th Force Support Squadron
- 477th Aerospace Medicine Flight
- 477th Operations Support Flight

## Storia

### Allineamento
- Costituito come 477th Bombardment Group (Medium) il 13 maggio 1943
- Attivato il 1 giugno 1943
- Disattivato il 25 agosto 1943
- Attivato il 15 gennaio 1944
- Rinominato 477th Composite Group il 22 giugno 1945
- Disattivato il 1 luglio 1947
- Rinominato 477th Special Operations Group il 31 luglio 1985
- Rinominato 477tn Expeditionary Special Operations Group, e convertito allo stato provvisorio, il 24 gennaio 2005
- Rinominato 477th Special Operations Group, e ritirato dallo stato provvisorio, il 11 agosto 2006
- Rinominato 477th Fighter Group il 21 settembre 2007
- Attivato il 1 ottobre 2007

### Assegnazioni
- Third Air Force, 1 giugno al 25 agosto 1943
- First Air Force, 15 gennaio 1944
- Ninth Air Force, 1 gennaio al 1 luglio 1947
- Air Force Special Operations Command attivo ed intattivo in qualsiasi momento dal 24 gennaio 2005
- Ritirato dallo stato provvisorio, 11 agosto 2006
- Tenth Air Force, dal 1 ottobre 2007 fino ad oggi

### Componenti operative

#### Squadrons
- 99th Fighter, dal 22 giugno 1945 al 1 luglio 1947
- 302nd Fighter, dal 1 ottobre 2007 fino ad oggi
- 616th Bombardment, dal 1 giugno al 25 agosto 1943; dal 15 gennaio 1944 al 22 giugno 1945
- 617th Bombardment, dal 1 giugno al 25 agosto 1943; dal 15 aprile 1944 al 1 luglio 1947
- 618th Bombardment, dal 1 giugno al 25 agosto 1943; dal 15 maggio 1944 al 8 ottobre 1945
- 619th Bombardment, dal 1 giugno al 25 agosto 1943; dal 27 maggio 1944 al 22 giugno 1945

### Basi
- MacDill Field, Florida, dal 1 giugno al 25 agosto 1943
- Selfridge Field, Michigan, 15 gennaio 1944
- Godman Field, Kentucky, 6 maggio 1944
- Freeman Field, Indiana, 5 marzo 1945
- Godman Field, Kentucky, 26 aprile 1945
- Lockbourne Army Air Base, Ohio, dal 13 marzo 1946 al 1 luglio 1947
- Elmendorf Air Force Base, Alaska, dal 1 ottobre 2007 fino ad oggi

### Velivoli
- B-26, 1943
- B-25, 1944-1947
- P-47, 1945-1947
- F-22, 2007 fino ad oggi